# Tranquillityite
La tranquillityite o tranquillitite è un minerale, prende il suo nome da Tranquillity Base il sito dove vi fu il primo allunaggio umano con la missione Apollo 11 della NASA nel mare della tranquillità.
Durante le missioni Apollo 11 e Apollo 12 vennero descritti tre nuovi minerali: armalcolite, pirossiferroite e tranquillitite; i primi due furono trovati successivamente anche sul nostro pianeta. Per lungo tempo si è ritenuto che la tranquillityite fosse presente solo sulla Luna, invece nel 2011 a Pilbara, una regione dell'Australia occidentale, Birger Rasmussen l'ha scoperta e catalogata. Si tratta di campioni molto antichi, risalenti a più di un miliardo di anni. La difficoltà ad identificarla sul nostro pianeta si deve al fatto che si presenta per sua natura (struttura filiforme) in una forma molto delicata che tende a disfarsi a contatto con gli agenti atmosferici.